# Мит о пећини
Мит о пећини је Платонова алегорија представљена у дијалогу "Држава". Написана је као дијалог Платоновог брата Глаукона и његовог учитеља Сократа. "Алегорија" пећине представља трећу у низу од три Платонове аналогије: прва је о  Сунцу, друга је аналогија с линијом.

## Синопсис

### Затвор у пећини
Платон описује људе који, почевши од детињства, проводе живот у пећини, са оковима око врата и око бедара, због чега су у потпуности онемогућени да се покрену са места за која су оковани, а и хоризонт, односно видокруг им је из истог разлога сасвим сужен јер они на тај начин могу да виде само оно што се налази испред њих, а никако и оно што је иза или чак поред њих, управо због тога што их окови око врата спутавају у томе да окрећу главе. Некаква светлост, чије порекло ти оковани људи не могу знати, ипак им омогућава да нешто виде испред себе, мада, нејасно и искривљено. Та светлост долази од вештачког извора ватре, која се налази далеко иза њих, те је они никако не могу видети. Између окованих људи и ватре води некакав пут нагоре, што их наводи да помисле како из пећине има излаза. Дуж тог пута изграђен је низак зид, који личи на онај какав постављају мађионичари који изводе своје трикове, настојећи да тиме обману своју публику. У пећини се налазе и неоковани људи који поред тог зида проносе кипове људи и животиња, као и најразличитије могуће артефакте, односно вештачке предмете који су људских руку дело. Они иду дуж пута и носе производе разноликих људских умећа, који штрче иза тог зида који подсећа на некакав параван. Неоковани људи иду тим путем проносећи кипове, међусобно разговарајући или пак ћутећи.

### Одлазак из пећине
Друга фаза нарације наступа када се ови затвореници, изненада, при чему Платонов Сократ не објашњава на који начин, одједном ослободе окова, што им сад омогућава да окрену главу и погледају према светлости. Платон не каже како су се ови затвореници ослободили, да ли својом снагом или тако што су их носачи кипова ослободили. Ослобађање од окова, код, сада бивших, затвореника изазива болове, и то двоструке: болове који настају покретањем својих вратова које, пошто су сад ослобођени, могу да покрећу, у правцима у којима њихов организам није навикао да се креће; и болове у очима, зато што ослобођеници гледају светлост коју нису навикли да гледају. Та светлост спречава бивше затворенике да виде људе и њихове артефакте, чије су сенке гледали првобитно. Стога, иако су приморани да гледају у саму светлост, они се радије окрећу оним сенкама које су навикли да посматрају, пре него да гледају предмете који им се приказују по ослобођењу. Затим,  један од затвореника силом бива извучен на "тежак и неприступачан излаз", што значи да је пут који води изван пећине тешко проходан. По изласку из ње бивши затвореник поново доживљава велики бол у очима због тога што се сад суочава са сунчевом светлошћу, која је много интензивнија у односу на вештачку светлост ватре, коју је до тада гледао и која му је омогућавала да види различите ствари у пећини. Постепено навикавање на гледање предмета отпочиње тако што становник пећине прво распознаје сенке истинских објеката, за разлику од оних које је посматрао затворен у пећини, након чега почиње да распознаје слике људи, флоре, фауне и осталих ствари у води, а њих саме тек доцније. Привикавајући се постепено на светлост, ослобођеник из пећине прво посматра Месец и остала небеска тела током ноћи.

### Повратак у пећину
Следећа фаза наступа онда када бивши становник пећине, успева да досегне до највишег степена знања, што је сагледање онтолошки хијерархизоване стварности у њеној целовитости. Тешко је претпоставити, што сасвим исправно истиче Сократ, како би се такав човек желео вратити у пећину, чак и уколико би му се у његовом завичају - Пећини, одредиле највише похвале, почасти и награде. Разлог је тај што он неће да живи животом каквим се живи у пећини. Платонов Сократ замишља хипотезу у којој би се човек који је овладао највишим знањем вратио у пећину, са циљем да образује и промени заједницу у којој је живео. Он би тиме ризиковао да опет угрози свој вид, будући да би из света у којем влада светлост поново прешао у таму пећине. Он би тешко могао да убеди затворенике у пећини у то у каквој он реалности доиста живи, с обзиром на чињеницу да се то може сагледати само уколико се из пећине изађе. Они би се такође могли подсмевати његовом сагледању њихове сопствене ситуације. А, уколико би покушао да ослободи затворенике мимо њихове воље и поведе их горе, тада би, према Платоновој процени, био и убијен. Без обзира на то што би филозоф, који је стекао највише знање о Идеји Добра, угрозио како субјективну срећу тако, можда, и свој живот ако би се вратио у пећину, чини се да је то његова дужност, макар се и завршила неуспехом.

## Остале интерпретације алегорије
Психолошки интерпретативни модел тумачи причу о пећини из наизглед сасвим другачије перспективе. Под орфичко-питагорејским утицајем Платону није била страна представа о души као гробници тела, те би се у том контексту и метафора пећине могла сагледати као метафора телесне егзистенције у којој је заробљена човекова душа. У том контексту би се излазак из пећине могао протумачити као почетак новог , од тела одвојеног постојања, када душа коначно стиче способност да целовито сагледа ствари онаквим какве оне истински јесу.
Следећа интерпретација, такође различита и у психолошком кључу, коју даје Кристофер Рив у књизи о Платоновој "Држави", сугестивно насловљеној Филозофи - Карљеби. Он сматра да излазак из пећине, који претпоставља скидање окова, симболизује успостављање контроле над пожудним делом душе, што онда омогућава отварање разума ка вишим сазнањима. Ова интерпретација доиста има упориште у тексту, на месту на којем Платон тврди како неко може имати веома развијене интелектуалне способности, попут слободних људи у пећини, а да притом буде морално искварен, зато што се препушта најнижим страстима и нагонима. Њих треба на одговарајући начин контролисати, како би се интелектуални потенцијали талентованих а необузданих природа усмерили ка стицању знања о ноетским ентитетима и о самом Добру. Ова психолошка интерпретација Платонове пећине има и етичке импликације у том смислу да разумско-умски, божански аспект нас самих нема само сазнајну улогу, него представља онај делиберативно-вољни део душе који би требало да управља нашим понашањем како би оно било добро и у сваком погледу врло. У овом контексту излазак из пећине подразумева потпуну трансформацију, и интелектуалну и моралну, будућег филозофа-краља.

## Утицај алегорије
Теме и снимци из Платонове алегорије "Пећина" појавили су се широм Западне мисли и културе, као што су на пример:
Филм Matriks угледа се на алегорију Платона "Пећина"